# Anthonie van Leijenhorst
Mr. Anthonie van Leijenhorst (Amsterdam, 28 februari 1904 - Eindhoven, 17 januari 1985) was een Nederlands nationaalsocialistisch politicus en burgemeester.
Van Leijenhorst studeerde rechten. In 1933 werd hij lid van de NSB. In 1938 trouwde hij in Haarlem met Jeanne Parthesius (1914-1991).
In 1941 werd hij wethouder in Delft, waar hij als locoburgemeester werkte naast burgemeester en partijgenoot Frederik Willem van Vloten. Toen Van Vloten in 1943 op eigen verzoek aftrad, werd van Leyenhorst op 22 maart als zijn opvolger aangesteld. Van Leijenhorst bleef aan als burgemeester tot aan het eind van de Tweede Wereldoorlog, toen hij na zijn ontslag werd opgevolgd door Gerardus van Baren. Van Baren was voor de oorlog ook al burgemeester van Delft geweest.
 Portaal: Fascisme en nationaalsocialisme in Nederland · Fascisme · Nationaalsocialisme